# Ryu Sung-rok
Ryu Sung-rok (en hangul, 류성록), es un actor surcoreano.

## Carrera
Es miembro de la agencia "Huayi Brothers" (화이브라더스코리아).
En abril del 2016 apareció como parte del elenco principal de la película Knocking on the Door of Your Heart donde interpretó a Jung-ho, un joven portero de un equipo de fútbol que decide participar en un concurso de escritura para impresionar a la joven de quien está enamorado, sin embargo pronto debe enfrentarse a una difícil situación.
En septiembre del 2019 se unió al elenco recurrente de la serie The Running Mates: Human Rights (también conocida como "Running Investigators") donde dio vida a Jung Il-byung.
En marzo del 2020 se unió al elenco recurrente la serie Nobody Knows donde interpretó a Lee Young-sik.

## Filmografía

### Series de televisión
| Año  | Título                                                     | Personaje                   | Notas              |
| ---- | ---------------------------------------------------------- | --------------------------- | ------------------ |
| 2016 | Drama Stage Season 2: Like a Dog, Like a Beggar, Beautiful | Kyung-soo                   | 1 episodio         |
| 2019 | The Running Mates: Human Rights                            | Jung Il-byung               |                    |
| 2019 | The Guest                                                  | -                           |                    |
| 2020 | Nobody Knows                                               | Lee Young-sik               |                    |
| 2020 | The King: Eternal Monarch                                  | Park Kyu-bong               | (ep. #1, 4, 6, 12) |
| 2020 | Forest of Secrets 2                                        | Jeon Gi-hyeok               | (ep. #10-12)       |
| 2021 | Model Taxi                                                 | Han Dong-chan / Oh Hyun-soo | (ep. #15)          |
| 2022 | Military Prosecutor Doberman                               | Ahn Soo-ho                  | (ep. #1)           |
| 2022 | Tomorrow                                                   | Namgung Jae-soo             |                    |
| 2025 | La bruja                                                   | Joo-seong                   |                    |
| 2025 | Nuestro Seúl por descubrir                                 | Abogado compañero de Ho-soo |                    |

### Películas
| Año  | Título                                  | Personaje                     | Notas                                                                                      |
| ---- | --------------------------------------- | ----------------------------- | ------------------------------------------------------------------------------------------ |
| 2016 | Knocking on the Door of Your Heart      | Jung-ho                       | junto a Ji Woo, Lee Seo-won, Jo Ha-sung, Yoon Kyung-ho y Jang Joon-hwi                     |
| 2016 | Train to Busan                          | Jugador del equipo de béisbol | junto a Gong Yoo, Kim Su-an, Ma Dong-seok, Jung Yu-mi, Kim Eui-sung y Choi Woo-shik        |
| 2017 | Unexpected Fart (방구의 무게)           | -                             |                                                                                            |
| 2017 | Pamir (파미르)                          | -                             |                                                                                            |
| 2017 | Rain Shower (곳에 따라 비)              | -                             |                                                                                            |
| 2017 | Fork Lane (Excavator)                   | Estudiante demostrando        | junto a Uhm Tae-woong, Kim Kyung-ik, Shim Jung-wan, Seo Jong-bong y Son Byong-ho           |
| 2018 | Croquis (크로키)                        | -                             |                                                                                            |
| 2018 | Never Ever Rush (너는 켤코 서둘지 말라) | -                             |                                                                                            |
| 2018 | Mom, Popo And Me (엄마와 포포와 나)     | -                             |                                                                                            |
| 2019 | Atlantic City (애틀란틱시티)            | -                             |                                                                                            |
| 2019 | A Haunting Hitchhike                    | Soo-wan                       | junto a Noh Jung-eui, Park Hee-soon, Kim Hak-sun, Kim Bo-Yoon, Lee Seung-yeon y Lee Ja-ram |

### Teatro
| Año | Título                                     | Personaje | Notas |
| --- | ------------------------------------------ | --------- | ----- |
| -   | The Milky Way in the Sky (푸른하늘 은하수) | -         |       |
| -   | Musical Lee Sun-shin (뮤지컬 이순신)       | -         |       |